# Friedrich Wilhelm Winckel
Friedrich Wilhelm Heinrich Winckel  (* 7. September 1804 in Berleburg; † 13. Dezember 1876 ebenda) war ein deutscher reformierter Theologe und Schriftsteller.

## Leben
Winckel war Sohn eines Arztes und erhielt seinen ersten Unterricht von seinem Vater sowie von zwei Geistlichen. Ab 1819 lebte er bei Verwandten in Diez. Von 1820 bis 1824 besuchte er die Gymnasien in Weilburg, Wetzlar und Soest. Von 1824 bis 1827 studierte Winckel Evangelische Theologie in Berlin. In den Jahren von 1827 bis 1829 gehörte er dem Predigerseminar in Wittenberg an. Ab 1831 war er Pfarrer in Raumland. 1838 zog Winckel nach Berleburg, wo er bis 1854 als zweiter und dann als erster Pfarrer bis zu seinem Tod am 13. Dezember 1876 wirkte. Ab 1859 war er zugleich Superintendent des Kirchenkreises Wittgenstein. 
Winckel war ab 1833 mit Lina Usener verheiratet. Die Universität Marburg verlieh ihm wegen seiner seelsorgerischen und wissenschaftlichen Verdienste die theologische Ehrendoktorwürde.

## Werke
- Aus dem Leben Casimirs weiland regierenden Grafen zu Sayn-Wittgenstein-Berleburg. Frankfurt/M.: Brönner 1842. VII, 172S. Fotomech. Nachdr. Neu hg. mit einem Geleitwort von W. Wasilewski. Bad Berleburg: Selbstverlag 1989
- Casimir, regierender Graf zu Sayn-Wittgenstein-Berleburg und das religiös kirchliche Leben seiner Zeit. Bielefeld: Velhagen und Klasing 1850. 112S.
- Der Brief des Apostels Paulus an die Römer. Kap. 1-13. Katechet. bearb. Bielefeld: Velhagen und Klasing 1850. 39S
- Dankopfer, dargebracht in erster Predigt nach langer Krankheit über Psalm 116, 16 [...]. Berleburg, Bielefeld: Velhagen und Klasing 1852. 8S.
- Der Heidelbergische Katechismus im Auszuge. Berleburg 1853
- Drei 1852 gehaltene Predigten. 1852-1853 – Rede über 1. Mos. XXIV, zum Gedächtnis Ihrer Durchlaucht der verwitweten Fürstin und Frau Charlotte, regierenden Fürstin zu Sayn-Wittgenstein-Berleburg. Berleburg 1854 (StA Bad Berleburg)
- Prinz Victor von Wied in Briefen. Erinnerungen aus den deutschen Prüfungsjahren 1805-1812. Berleburg: Matthey; Neuwied: Heuser 1863. 135S.
- Chronik der evangelischen Gemeinde Berleburg. Von der Gründung der Stadt bis zum Tode Graf Ludwigs des Aelteren, Grafen von Sayn zu Wittgenstein. aus älteren Quellen zusammengestellt. Lüdenscheid: Selbstverlag 1872. 47S.
- Katechismus zur Vorbereitung auf die Communion in der evangelischen Kirche. Marburg: Elwert 1874. 98S.
- Die Berleburger Bibel. In: Protestantische Monatsblätter 17, 1861

Als Herausgeber
- Ludwig der Ältere, Graf von Sayn zu Wittgenstein, in Erzählung, Brief und Verordnung. Seine Selbstbiographie. Aus handschriftlichen Tagebüchern und Urkunden. Berleburg: Matthey; Frankfurt/M.: Völcker 1855. IX, 103S.
- Heidelberger Katechismus für die Synode Siegen und Wittgenstein. Siegen 1862.